# The Realness
The Realness è l'album di debutto di Cormega, rapper di Queensbridge.
Cormega divenne noto a metà degli anni 90 come membro della The Firm Crew, insieme a Nas, AZ e Foxy Brown, comparendo in "Affirmative Action" dall'album di Nas It Was Written. Cormega firmò un contratto discografico con la Def Jam Records e registrò l'album The Testament. L'album fu messo da parte, inducendo Cormega a lasciare l'etichetta discografica. Si unì quindi alla Landspeed Records per il suo primo prodotto ufficiale come solista.  L'album fu ristampato in seguito diverse volte.

## Tracce
| #  | Titolo                    | Compositori                      | Produttore    | Artisti                  |
| -- | ------------------------- | -------------------------------- | ------------- | ------------------------ |
| 1  | "Dramatic Entrance"       | C. McKay, Elias                  | J-Love        | Cormega                  |
| 2  | "American Beauty"         | C. McKay                         | Cormega       | Cormega                  |
| 3  | "Thun & Kicko"            | C. McKay, K. Muchita, A. Johnson | Havoc         | Cormega, Prodigy         |
| 4  | "The Saga"                | C. McKay, Rogers                 | Big Ty        | Cormega                  |
| 5  | "R U My Nigga?"           | C. McKay, Loving                 | Jae Supreme   | Cormega                  |
| 6  | "Unforgiven"              | C. McKay, Stewart                | Spank Brother | Cormega                  |
| 7  | "Fallen Soldiers"         | C. McKay, Elias                  | J-Love        | Cormega                  |
| 8  | "Glory Days"              | C. McKay, Loving                 | Jae Supreme   | Cormega                  |
| 9  | "Rap's A Hustle"          | C. McKay, Dorrell                | Ayatollah     | Cormega                  |
| 10 | "Get Out My Way"          | C. McKay, Clervoix               | Sha Money XL  | Cormega                  |
| 11 | "You Don't Want It"       | C. McKay, Chapman                | Godfather Don | Cormega                  |
| 12 | "5 For 40 [Accapella]"    | C. McKay                         |               | Cormega                  |
| 13 | "They Forced My Hand"     | C. McKay, P. Chapman, Blagmon    | Spunk Bigga   | Cormega, Tragedy Khadafi |
| 14 | "Fallen Soldiers [Remix]" | C. McKay, A. Maman               | The Alchemist | Cormega                  |

## Singoli
| Informazioni                                                              |
| ------------------------------------------------------------------------- |
| "You Don't Want It" - Uscito: 2000 - B-side: "Take Mine" & "Killaz Theme" |
| "Get Out My Way" - Uscito il: 25 settembre 2001 - B-side: "R U My Nigga?" |

## L'album in classifica
| Anno | Album | Posizione in classifica | Posizione in classifica | Posizione in classifica |                 |
| Anno | Album | Billboard 200           | Top R&B/Hip Hop Albums  | Top Independent Albums  | Top Heatseekers |

## Singoli in classifica
| Anno | Canzone           | Posizione in classifica | Posizione in classifica          | Posizione in classifica |
| Anno | Canzone           | Billboard Hot 100       | Hot R&B/Hip-Hop Singles & Tracks | Hot Rap Singles         |
| 2000 | You Don't Want It | -                       | -                                | #41                     |